# Asclepias speciosa
Espèce
Asclepias speciosa est une espèce de plantes à fleurs de la famille des Apocynacées, originaire d'Amérique du Nord.

## Taxonomie
L'espèce Asclepias speciosa est décrite en 1828 par le botaniste américain John Torrey.
Publication originale
- * Torrey, J. 1828. Annals of the Lyceum of Natural History of New York 2: 218.